# Paarse September
Paarse September (1972-1974) was een Nederlandse, radicaalfeministische lesbische actiegroep, die vooral bekendheid geniet vanwege hun provocerende uitspraken over verbanden tussen feminisme en lesbianisme.

## Geschiedenis

### Purperen Mien
Volgens de oprichters van Purperen Mien werden lesbische vrouwen dubbel onderdrukt tijdens de tweede feministische golf van de jaren 70: als vrouw en als lesbienne. Zij misten een plek waar zij metgezellen konden ontmoeten en konden discussiëren over hun positie als lesbische vrouwen, zonder dat daar mannen bij waren. Daarom plaatsten geliefden Noor van Crevel en Stéphanie de Voogd – geïnspireerd door Amerikaanse organisaties als Daughters of Bilitis – in de winter van 1971 een advertentie in Vrij Nederland. In deze advertentie riepen zij vrouwen in de leeftijdscategorie 18-95 jaar op die het zagen zitten om "tot een hip en pienter sfeertje" te komen. Acht vrouwen reageerden en zo ontstond een vrouwenpraatgroep, die open brieven schreef naar organisaties als Dolle Mina en het COC om aandacht te vragen voor hun positie. Zij ondertekenden hun brieven met Purperen Mien. Deze naam kwam voort uit de term lila dreiging (Lavender Menace), in 1969 gebruikt door Betty Friedan – feministe en destijds presidente van de National Organization for Women (NOW) – om lesbische vrouwen aan te duiden.

### Purperen Mien wordt Paarse September
Purperen Mien vond dat er binnen de feministische beweging vooral aandacht werd besteed aan heteroproblematiek, en dat de positie van lesbische vrouwen nauwelijks aan bod kwam. Zij waren niet tevreden met de antwoorden die zij kregen op hun brieven. Purperen Mien radicaliseerde daarom in september 1972 en ging verder onder de naam Paarse September. Deze naam refereerde enerzijds aan de Palestijnse terroristengroep Zwarte September, en anderzijds aan de verkleuring van de (homo)kleur roze, naar purper, naar paars - hetgeen gebeurt als men zich boos maakt. Vier vrouwen gingen door in de actiegroep: Noor van Crevel, Stéphanie de Voogd, Maaike Meijer en Nel Hermans. Zij verkondigden hun denkbeelden vooral in Paarse September. Alternatieve Vrouwenkrant.
Op ideologisch vlak was de groep vooral beïnvloed door het werk van het Amerikaanse The Furies Collective, een radicale lesbisch-feministische commune en actiegroep.

### Bewust provocatief
Paarse September maakte naam door in het eerste nummer van hun krant te beweren dat feministes die heteroseksueel bleven geen echte feministes waren, en zelfs als anti-feministisch beschouwd konden worden. Zij pleitte tegen heteroseksualiteit als norm en beargumenteerde dat lesbisch zijn in feite een politieke keuze is. Ook de artikelen in de volgende edities van Paarse September. Alternatieve Vrouwenkrant bleven radicaal, revolutionair en provocerend, alsmede de brieven die Paarse September inzond naar kranten, en de interviews die de vier leden gaven in de media. Paarse September weigerde bovendien met mannen te praten.

### Opheffing en nasleep
In april 1974 besloot Paarse September zich op te heffen met het zesde en laatste nummer van de krant, onder meer omdat zij vonden dat hun ideeën voldoende bekend waren, en omdat zij zeiden andere radicaal-lesbische vrouwengroepen de ruimte te willen geven. Ook was de impact van hun provocerend oordelen en handelen inmiddels uitgewerkt.
Na het formeel opheffen van de groep bleven leden en sympathisanten bijeen komen, op de zolder van het Amsterdamse Vrouwenhuis, en ze noemden zich "Dochters van Bep". De feministen die elders in het gebouw actief waren, zagen hun seksualiteit als veel minder ideologisch bepalend. Uit de ruimte die zich tussen beide gezichtspunten bevond, ontstond een groep vrouwen die zich aanvankelijk de "Zondagsgroep" en later Lesbian Nation noemde, naar het boek Lesbian Nation.